# Kris Davis
Kris Davis (* 1980) je kanadská jazzová klavíristka a skladatelka.
Narodila se ve Vancouveru a vyrůstala v Calgary. Na klavír hraje od šesti let, jazz objevila na střední škole. Jazzové piáno studovala na Torontské univerzitě. V roce 2001 se přestěhovala do New Yorku a o dva roky později nahrála se svým sextetem, v němž působili mj. saxofonista Tony Malaby a kontrabasista Eivind Opsvik, své první album Lifespan. Později vydala řadu dalších alb a hrála s mnoha hudebníky, mezi něž patří například Dave Douglas, Kermit Driscoll, Michael Musillami a Eric Revis. Rovněž vystupovala v klavírním duu s Craigem Tabornem, s nímž vydala album Octopus (2018). V rámci Bagatelles Marathonu skladatele Johna Zorna vystupovala v roce 2019 v Praze. V roce 2020 byla zvolena časopisem DownBeat – spolu s Kennym Barronem, který získal stejný počet hlasů – nejlepší klavíristkou. Jejím prvním manželem byl bubeník Jeff Davis, druhým kytarista Nate Radley.